# タトラT4 (ドレスデン市電)
この項目では、チェコスロバキア（現：チェコ）に存在した鉄道車両メーカーのČKDタトラが開発・生産した路面電車車両のタトラT4（タトラT4D・B4D）のうち、東ドイツ（現：ドイツ）・ドレスデンの路面電車であるドレスデン市電に導入された車両について解説する。1967年に納入された試作車以降、1984年までに多数の車両が導入され、ドイツ再統一後は更新工事も実施されたが、2023年までに運行を終了した。

## 概要
1960年代、東ドイツ各地の路面電車では車両の老朽化やそれに伴う故障の頻発が問題になっており、輸送力不足も大きな課題になっていた。一方、同時期には経済相互援助会議（コメコン）の意向により、新型路面電車車両の生産を東ドイツの国営企業からチェコスロバキアのČKDタトラへ移管する動きが進められていた。同社はアメリカで開発されたPCCカーの技術を用いたタトラカーと呼ばれる電車の生産が進められており、大型かつ近代的な構造はドレスデンでも注目を集めていた。
そこで、1964年12月から1965年1月にチェコスロバキアの首都・プラハの路面電車であるプラハ市電で使用されていたタトラカーであるタトラT3を3両（6401、6402、6405）借用し、同年5月まで旅客営業を含めた試験運転が実施された。だが、その中でタトラT3は車幅が広すぎるため運用可能な区間が限られるといった課題が明らかになり、それらを改善した東ドイツ向けの新型車両の開発が行われる事となった。その成果として完成したのがタトラT4である。
タトラT4はタトラT3と同等の性能や機器を有する一方、車体幅をタトラT3の2,500 mmから2,200 mmに抑えた形式で、製造当初から信用乗車方式に適合した車内を有していた。そのうち、東ドイツ向けには電動車のタトラT4Dに加え、後方に連結する付随車のタトラB4Dも製造され、後述の通り最大3両編成という長大編成が組まれていた。

## 運用
ドレスデン市電向けの最初の試作車が完成したのは1967年で、乗客を乗せた運行を含めた試運転を経て1969年2月17日から量産車を用いた営業運転が始まった。続けて翌1970年7月から付随車のタトラB4Dも営業運転に投入され、「タトラT4D（電動車）+ タトラT4D（電動車）」や「タトラT4D（電動車）+ タトラB4D（付随車）」による2両編成に加えて「タトラT4D + タトラT4D + タトラB4D」という全長45 mの3両編成の運用も行われるようになった。
1984年までにドレスデン市電に導入された両数はタトラT4Dが572両、タトラB4Dは250両であった。そのうち1974年に導入された1両（222 456）は東ドイツ向けの1,000両目のタトラカーとして式典が実施された。これにより、1975年までに戦前製の車両が営業運転から撤退し、以降は東ドイツ国産の車両も置き換えが進んだ。ただし、1970年代からはタトラT4D・B4Dの故障が相次いだ他、ドレスデン市電側の未熟な修理技術やČKDタトラからの予備部品の配給不足の結果、運用を離脱した車両から部品を調達する事態も恒常化したため、タトラT4D・タトラB4Dの全車両が同時に営業運転に用いられることはなく、全車両の50 %しか稼働していない状況に陥った事もあった。

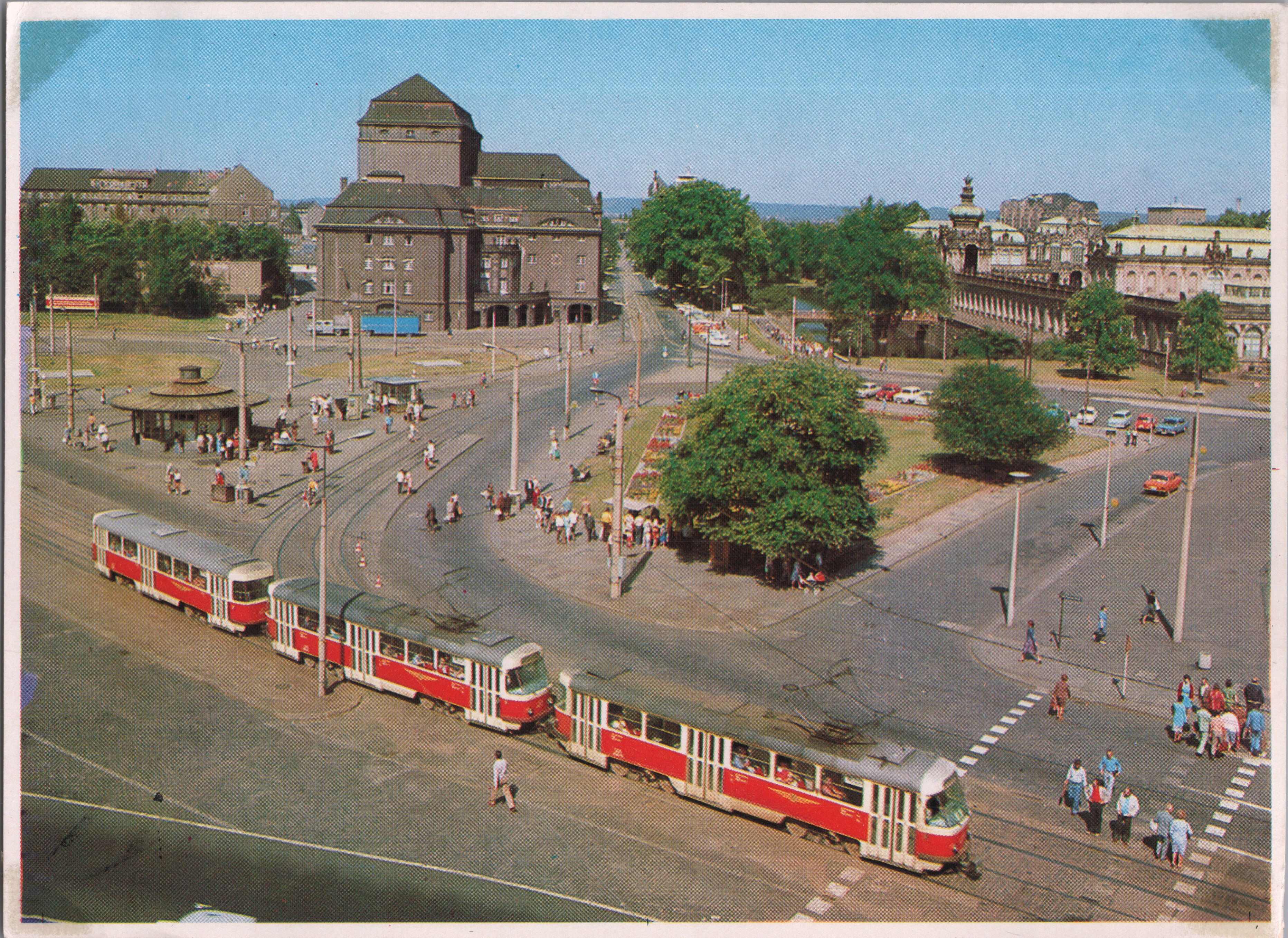
東ドイツ時代のタトラT4D＋T4D＋B4D（1976年撮影）
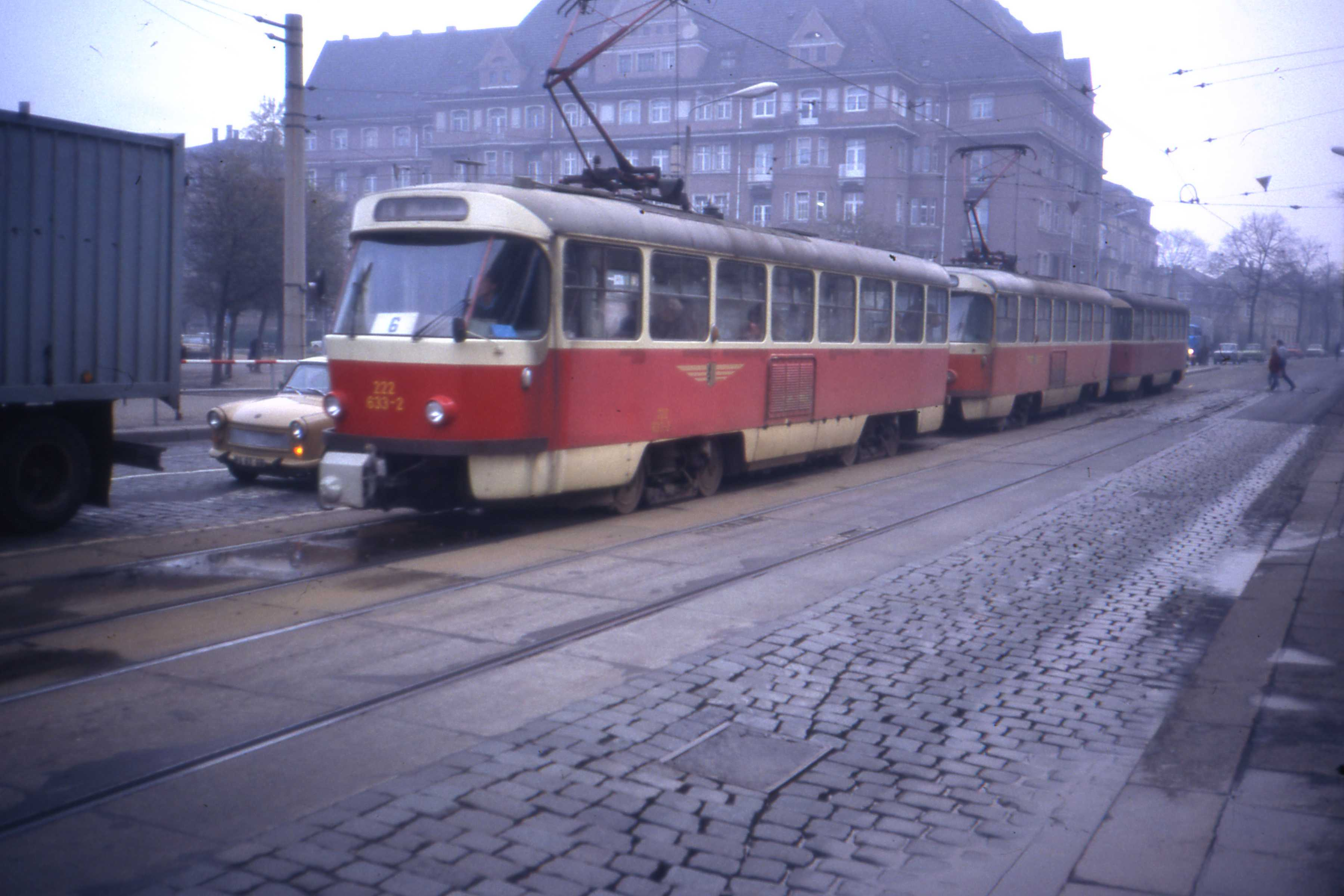
東ドイツ時代のタトラT4D＋T4D＋B4D（1989年撮影）
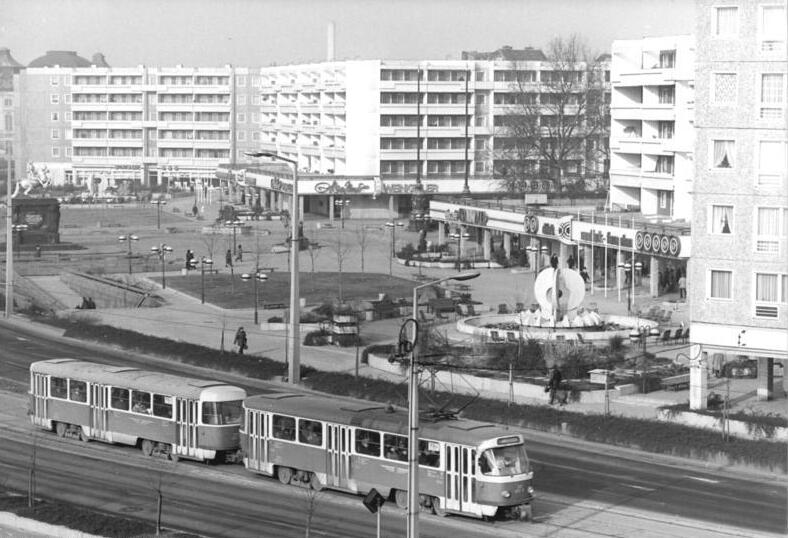
東ドイツ時代のタトラT4D＋B4D（1982年撮影）

一方、タトラT4DやタトラB4Dは右側通行にのみ適した片運転台車両であった事から、工事によりループ線が使用できない場合は方向転換ができず、両方向に適合した車両が求められていた。だが、ČKDタトラにこれらの車両を新造する余力が無かった事からドレスデン市電で独自の対策が行われるようになり、タトラT4Dの一部を方向転換し後方に連結する2両編成の両運転台編成（タトラT4D + タトラT4D）や、左側にも扉を増設したタトラB4Dの導入が実施された。また、これらとは別にタトラT4Dを改造した事業用車（架線検測車、牽引車、教習車）や貨物用車両（後年にレール削正車へ改造）、観光用など特別目的への改造も実施された。

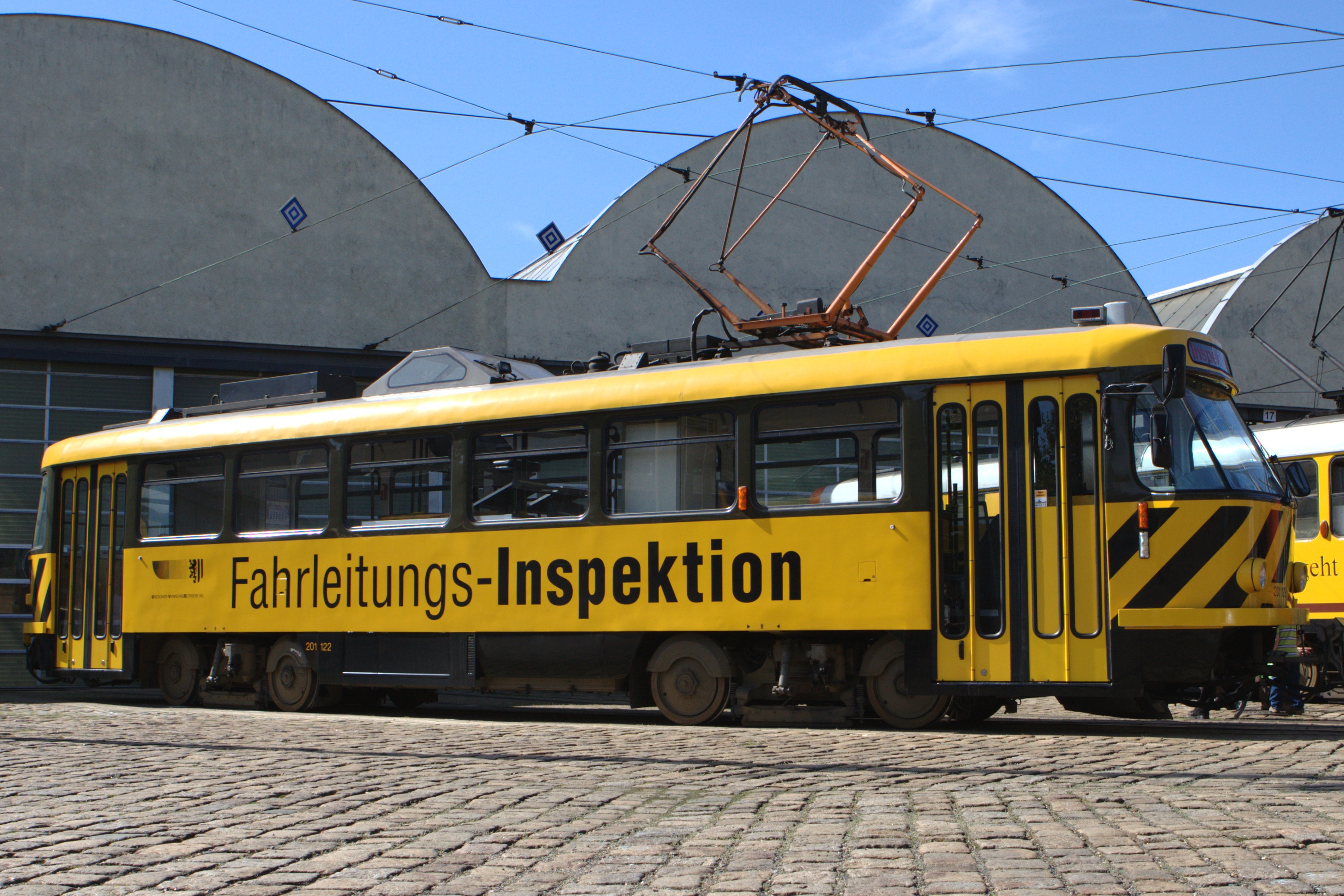
架線検測車（2007年撮影）
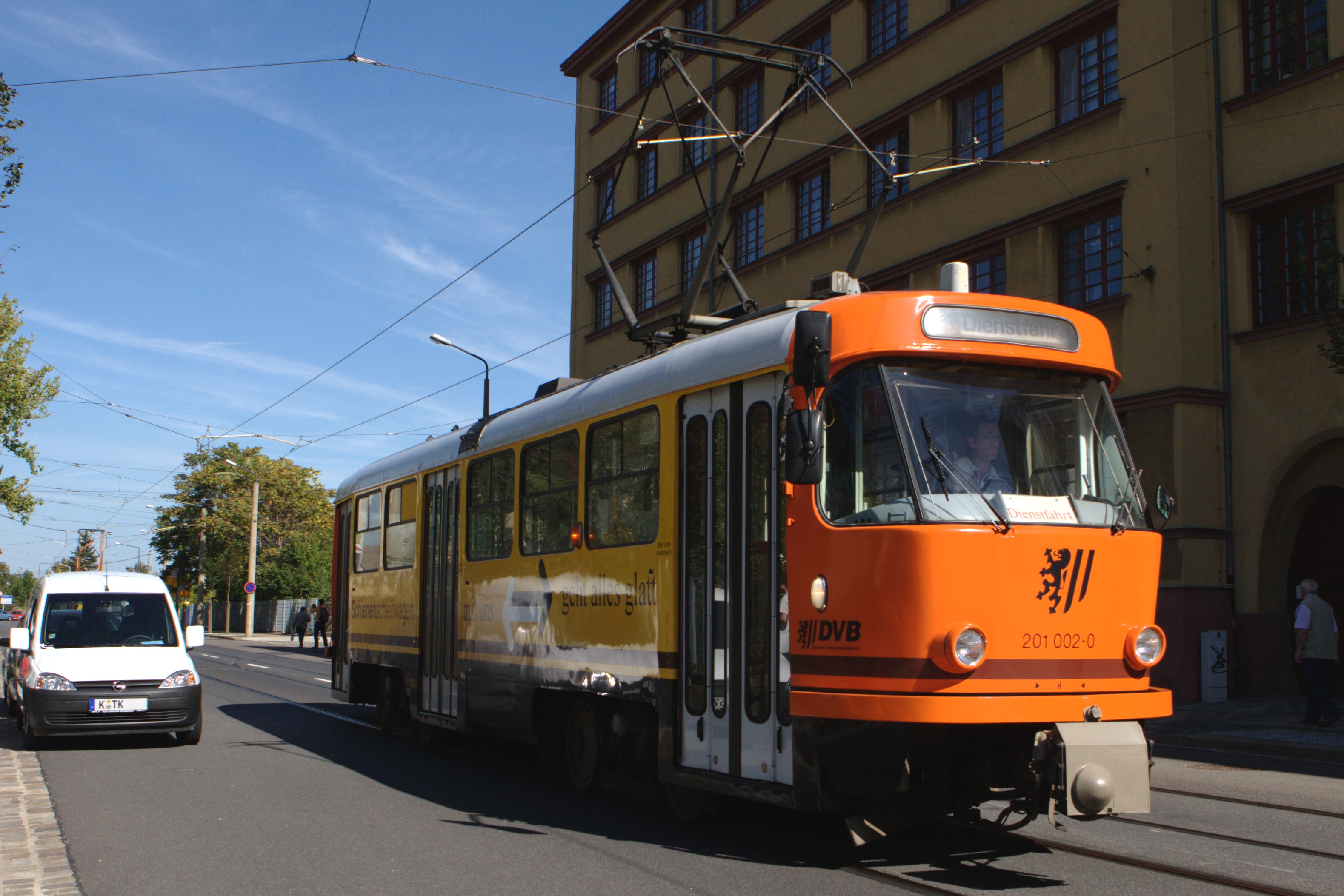
レール削正車（2007年撮影）

その後、ベルリンの壁崩壊やドイツ再統一の影響による社会情勢の変化に伴い、ドレスデン市電の利用客は減少し、人員や施設の削減が実施されるようになり、その一環として留置されていた車両を含めたタトラT4D・B4Dの廃車が1991年以降本格的に始まった。更に1996年以降は超低床電車の導入も始まり、廃車の動きが加速し、東ドイツ時代の原形のまま使用されていた車両は2000年までに営業運転から退いた。その一方、1991年からは車体や内装の修繕、パンタグラフの可動の電動化、制動装置の交換、台車のばねを金属製からゴム製に交換、運転室への空調装置の設置といった近代化工事が始まり、1997年まで行われた。特にT4Dの一部車両については、制御装置を従来の抵抗制御方式から電機子チョッパ制御方式のものに交換され、車両の信頼性や消費電力の改善が実現した。また、1994年からはT4Dのうち55両に対し、編成の後方に連結される事を前提に運転台の簡易化、制御装置の交換と言った改造が施された。これらの更新が実施された車両は、以下のように形式名の変更が行われた。
- T4D-MS - T4Dの近代化車両。制御装置は抵抗制御方式。121両が改造を受けたが、うち90両はT4D-MTへの再改造が行われた。
- T4D-MT - T4Dの近代化車両。制御装置は電機子チョッパ制御方式。T4D-MSからの編入車両を含め95両が改造。
- T4D-MI -  近代化改造を受けなかったT4Dのうち、1995年以降コンピュータによる支援運行管理システム（BRL）への対応工事が施工された車両。87両を改造。
- TB4D - T4Dに簡易運転台・制御装置を搭載した車両。制御装置は当初抵抗制御方式だったが、後年に電機子チョッパ制御方式のものへと交換された。55両を改造。
- B4D-MS - B4Dの近代化車両。

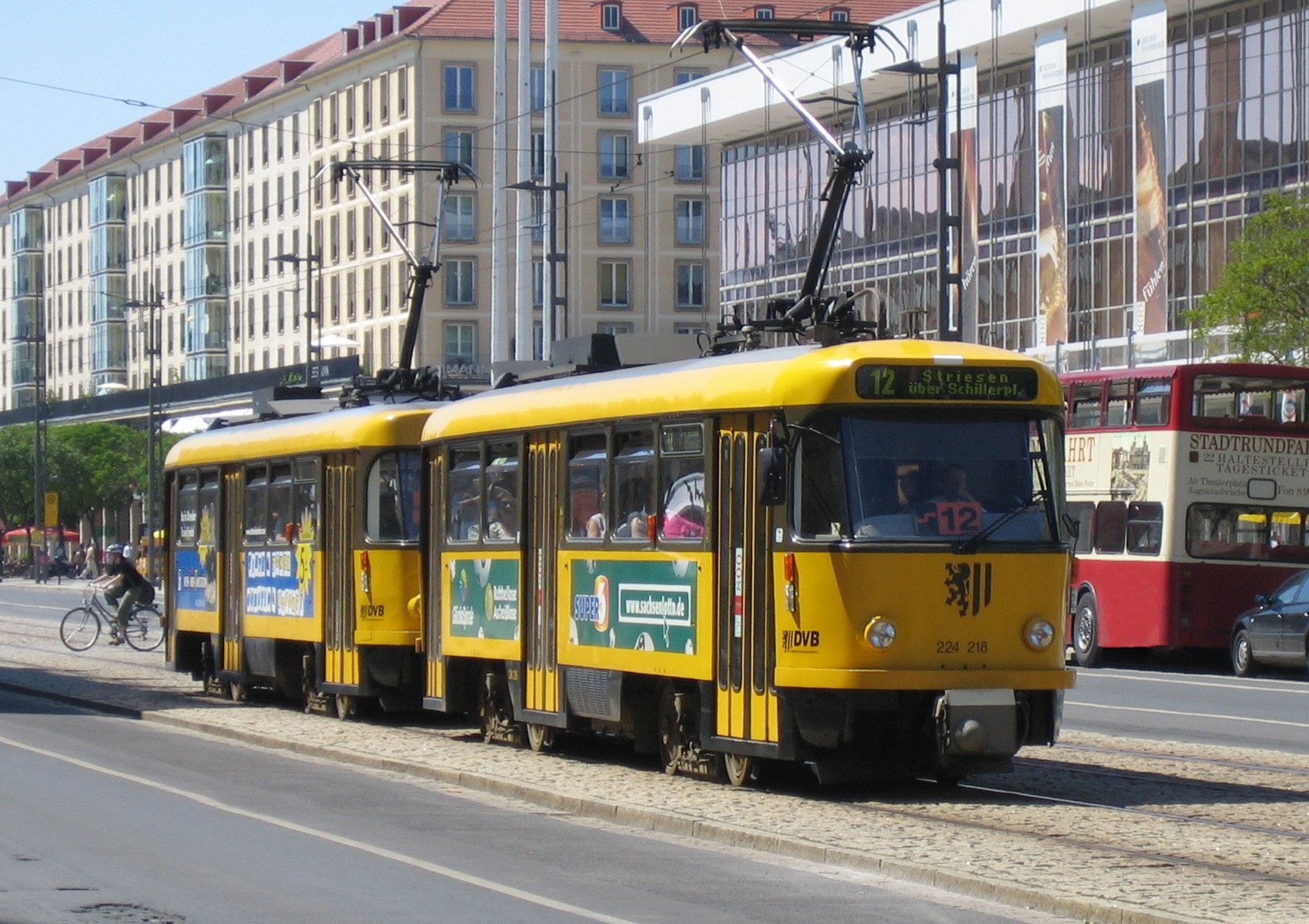
近代化車両による2両編成（2006年撮影）
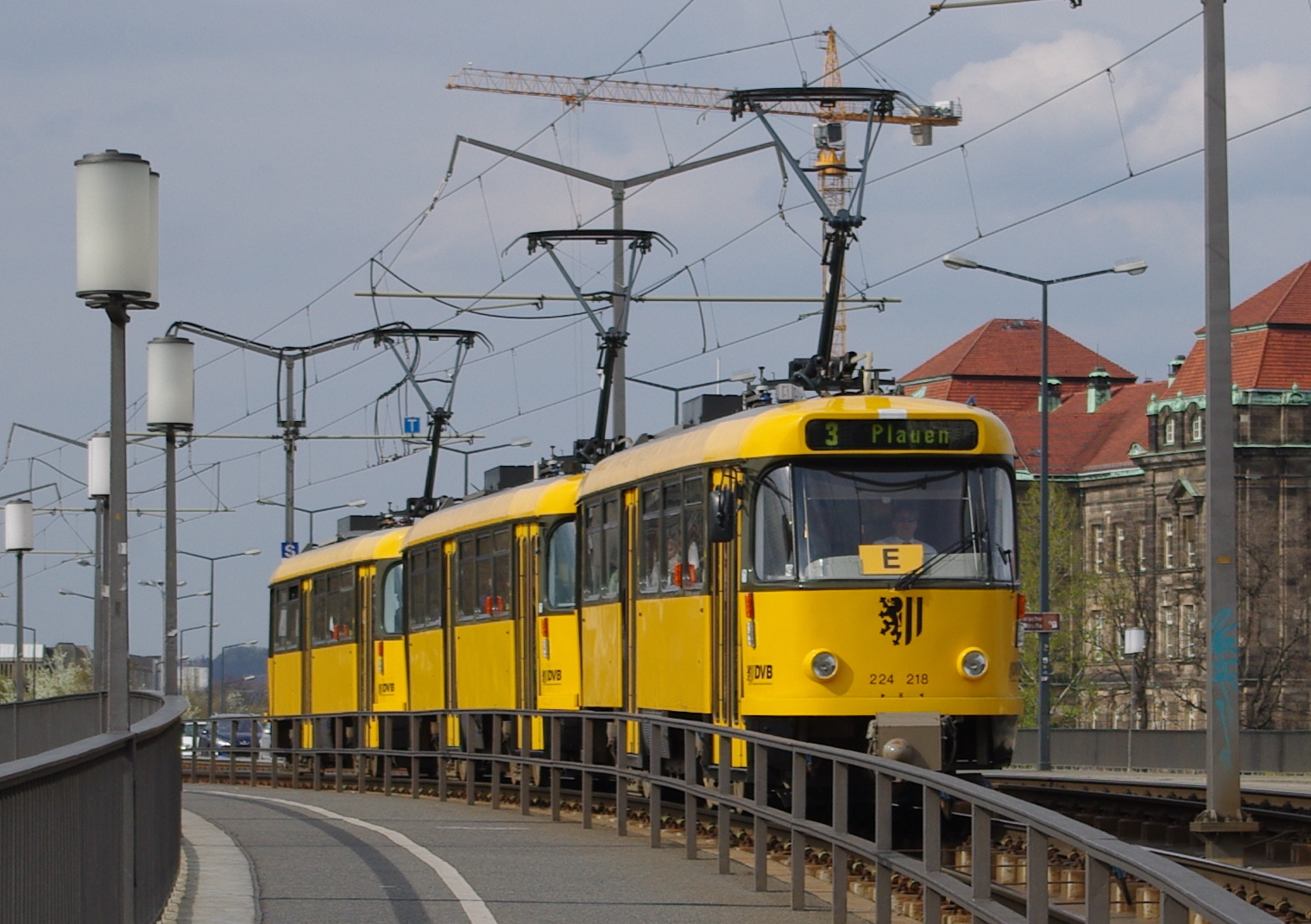
近代化車両による3両編成（2012年撮影）
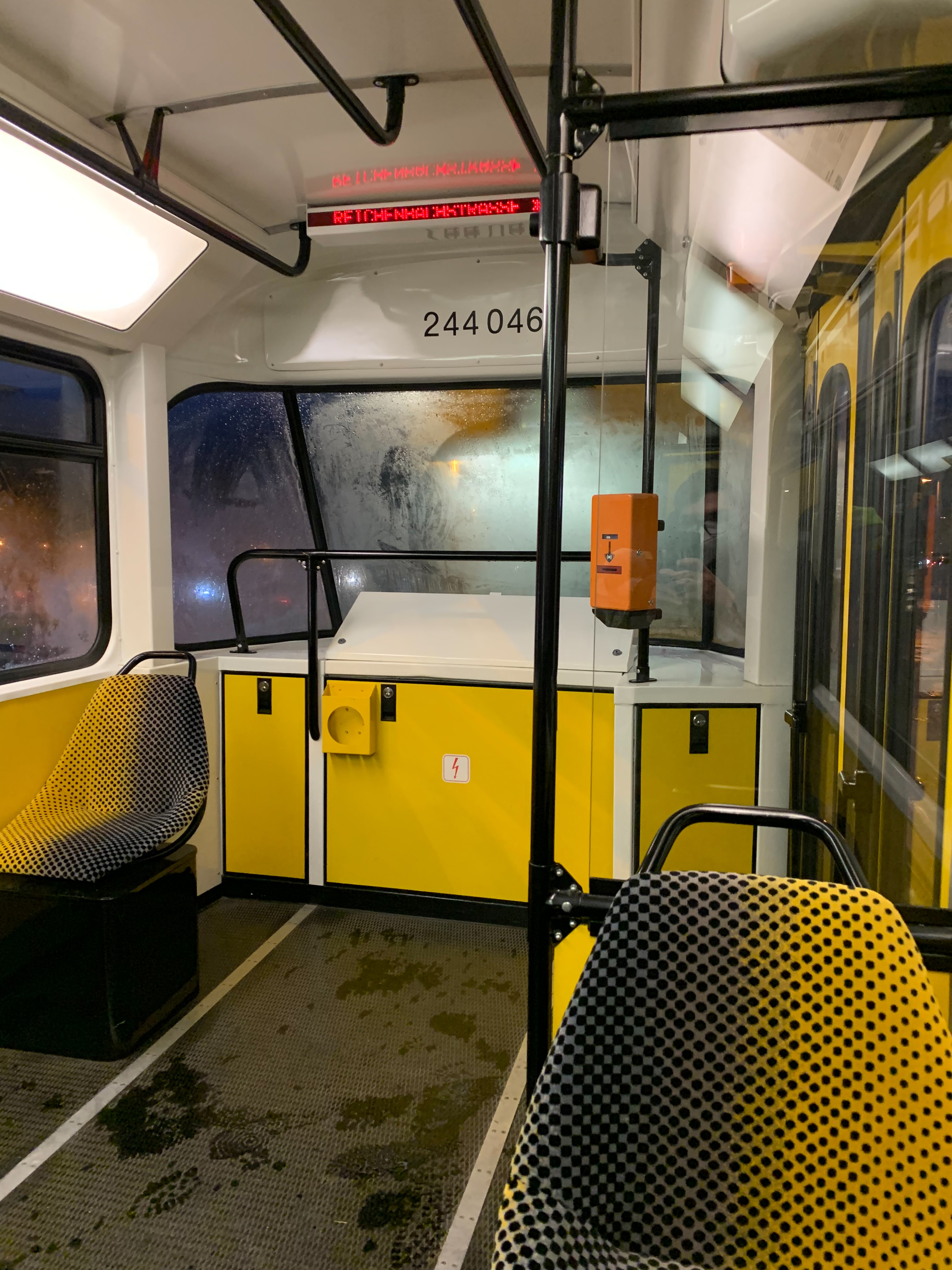
近代化車両の車内（2021年撮影）

だが、これらの近代化車両についても超低床電車の継続的な導入により2001年から本格的な廃車が始まり、2003年には加速度に難があった「T4D + B4D（B4D-MS）」という組み合わせでの運用が終了し、2005年にはB4D-MSが営業運転を終了した。そして残るT4Dについても2010年をもって定期運用から撤退し、5月29日には大々的な引退式典が実施された。
ただし、それ以降も予備車として21両が長期に渡って在籍し、沿線の学校への通学列車に加え、多客時や緊急時の予備車として用いられた。また、それを受けて2010年代には8年の延命を目的とした大規模な改修工事も進められた。だが、これらの車両についても新型超低床電車の導入により廃車が進み、2023年初旬の時点で使用されていたのは合計8両（3両編成2本、2両編成1本）のみであった。これらの車両は同年3月17日をもって通学列車の運用を終了し、以降は多客時の臨時列車に用いられたが、5月までに3両を残して廃車され、6月3日にさよなら運転が行われた。
この最後の3両については同年5月31日付でドレスデン路面電車博物館へ譲渡されており、登場時の塗装への復元が予定されている。また、ドレスデン市電では試作車（2000）を含めた複数のタトラT4D・タトラB4Dが保存されている。

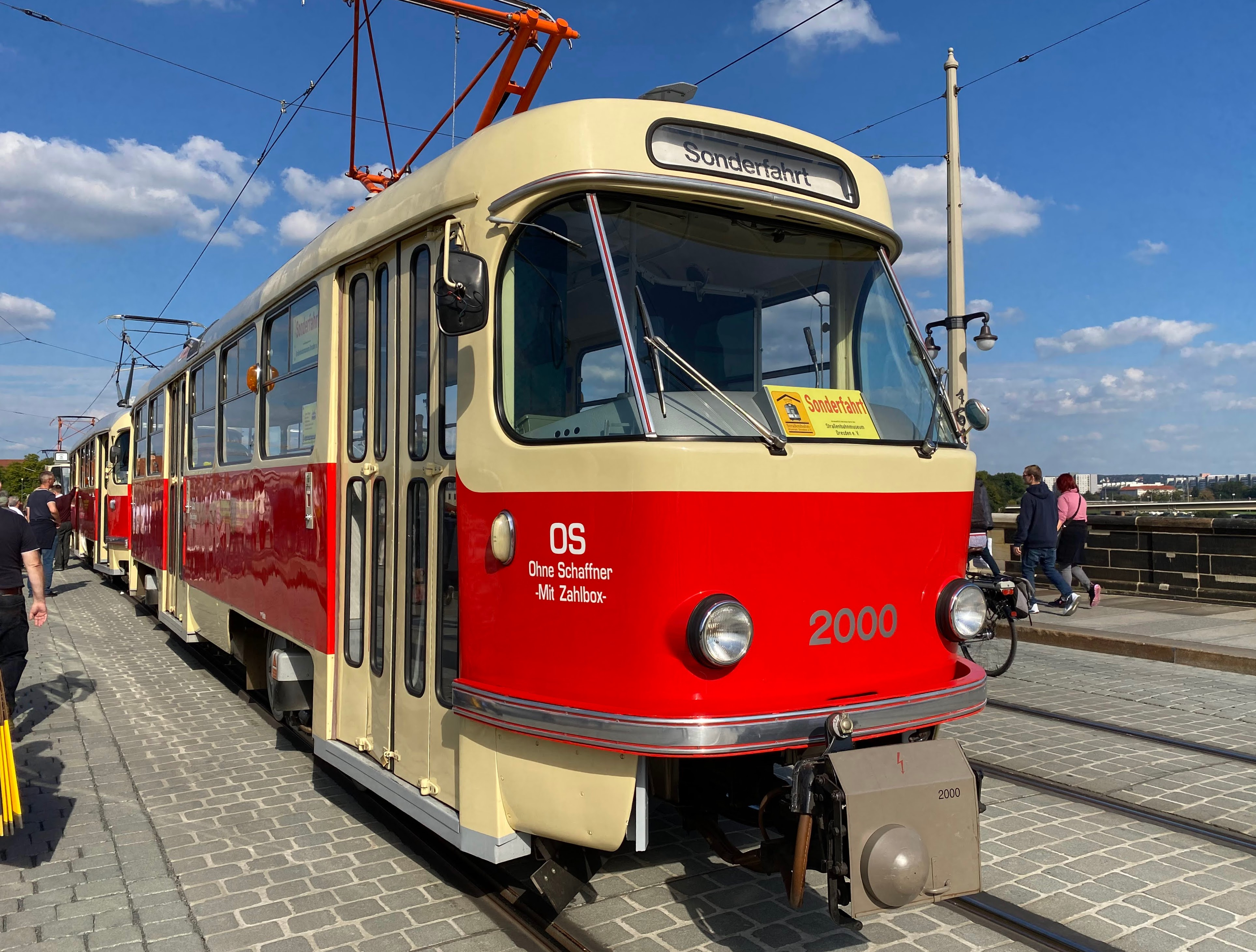
ドレスデン路面電車博物館で保存されているT4Dの試作車（2000）（2022年撮影）

## 譲渡
廃車されたT4DやB4Dには解体された車両も存在した一方、1980年代には東ドイツの他都市への配給も実施された他、状態が良い車両が多かった事で1990年代以降は以下の他都市への譲渡が積極的に実施されている。
- ロストフ・ナ・ドヌ市電（ロシア連邦：ロストフ・ナ・ドヌ）
- ウラジカフカス市電（ロシア連邦：ウラジカフカス）
- バルナウル市電（ロシア連邦：バルナウル）
- ビイスク市電（ロシア連邦：ビイスク）
- ドニプロ市電（ウクライナ：ドニプロ）
- 平壌市電（北朝鮮：平壌）
- ガラツィ市電（ルーマニア：ガラツィ）
- ボトシャニ市電（ルーマニア：ボトシャニ）
- オラデア市電（ルーマニア：オラデア）
- クラヨーヴァ市電（ルーマニア：クラヨーヴァ）
- ライプツィヒ市電（ドイツ：ライプツィヒ）
- ゲーラ市電（ドイツ：ゲーラ）
- ブランデンブルク市電（ドイツ：ブランデンブルク・アン・デア・ハーフェル）
- セゲド市電（ハンガリー：セゲド）
- アルマトイ市電（カザフスタン：アルマトイ）

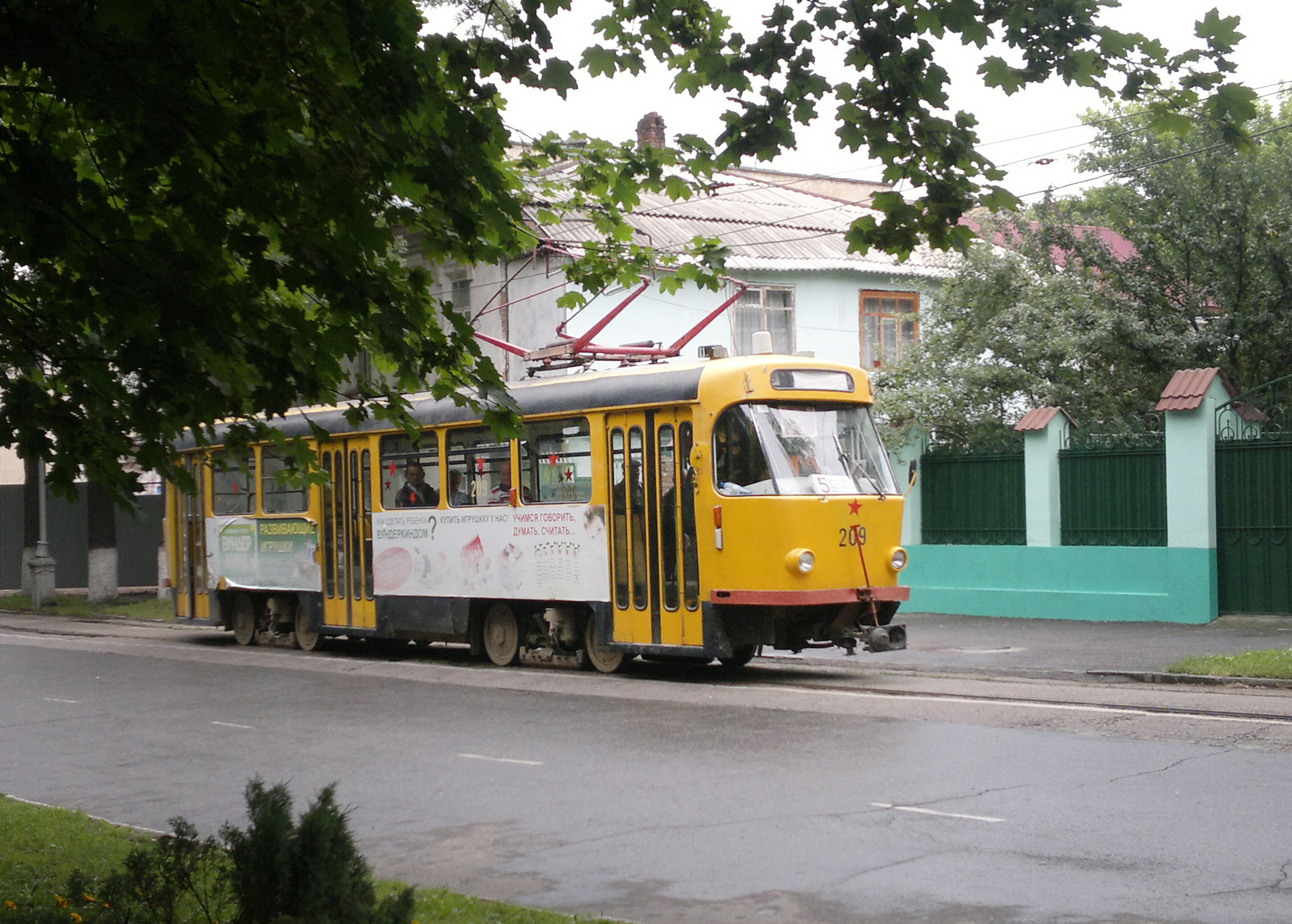
ウラジカフカス市電（ウラジカフカス）（2012年撮影）
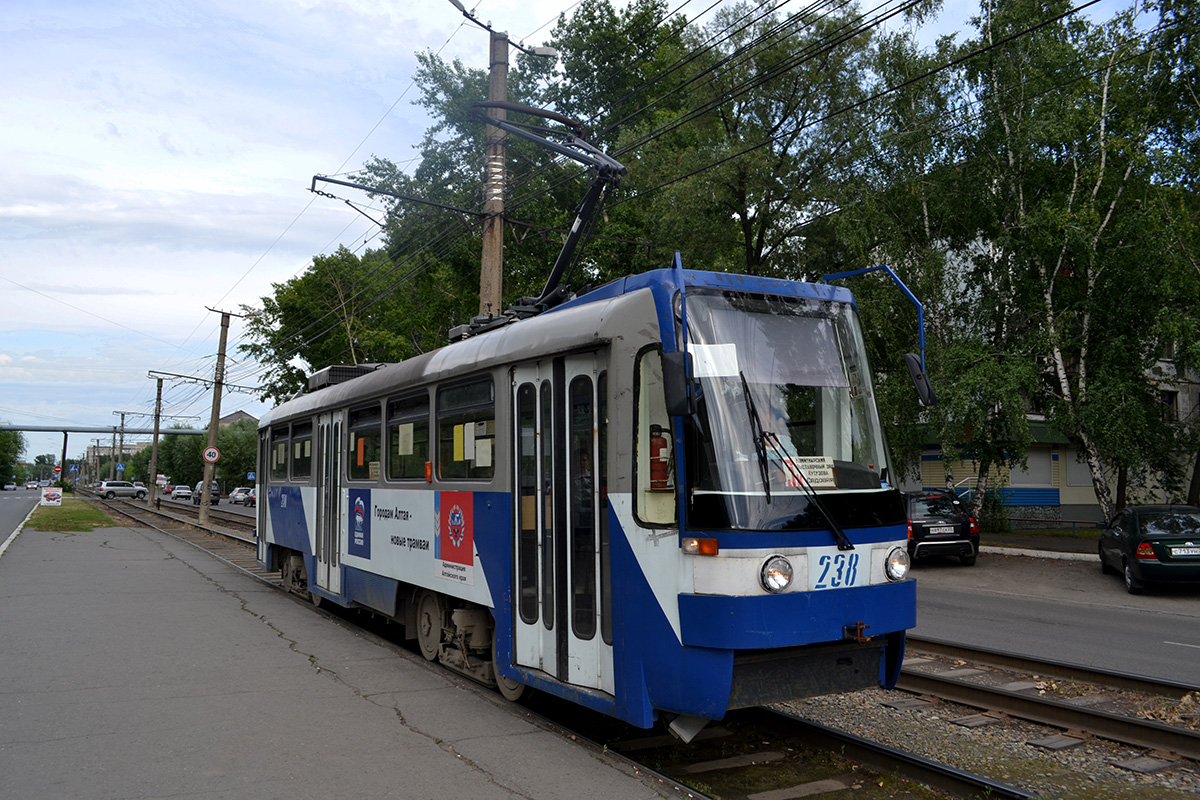
ビイスク市電（ビイスク）（2015年撮影）
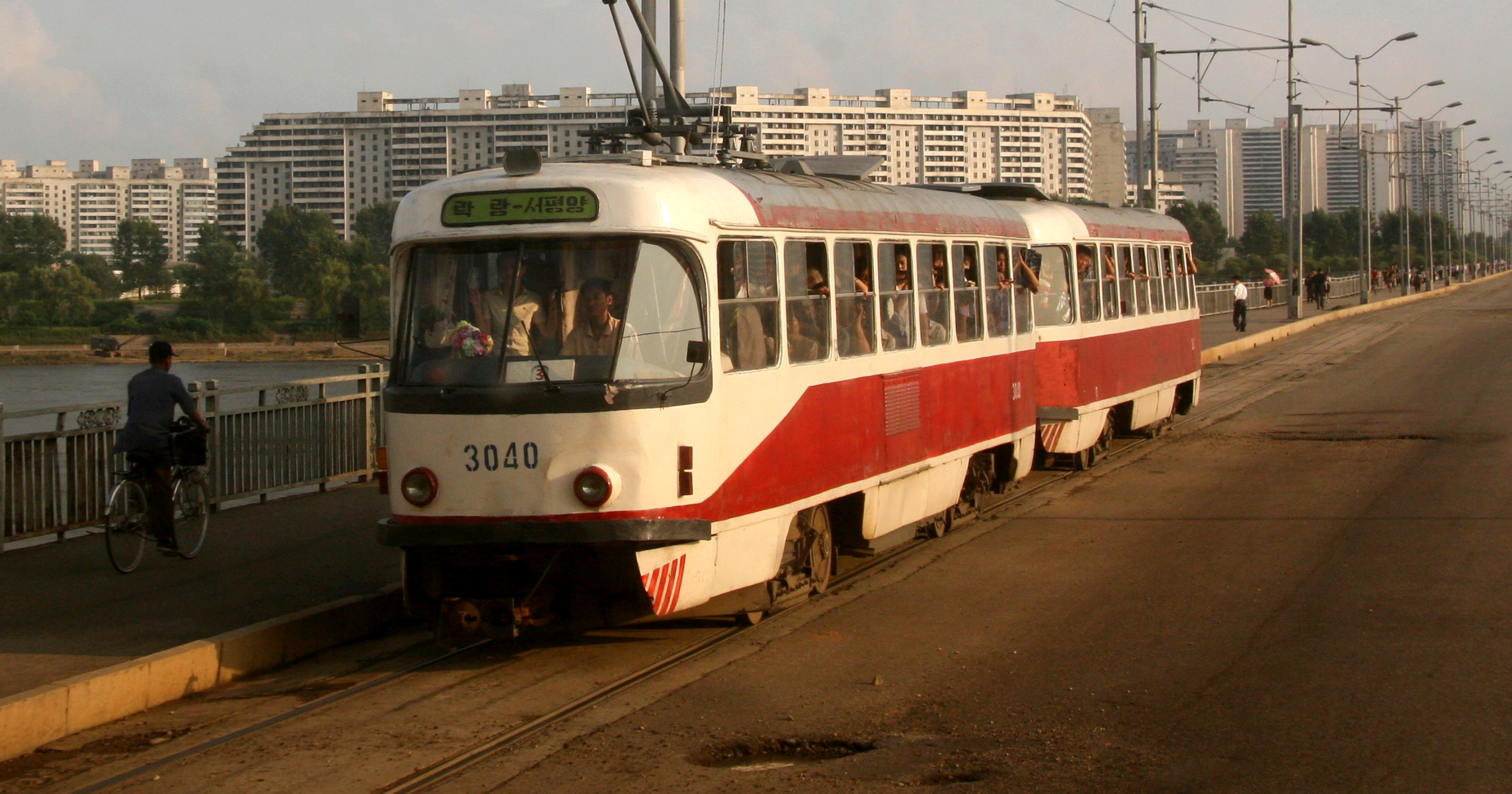
平壌市電（平壌）（2007年撮影）
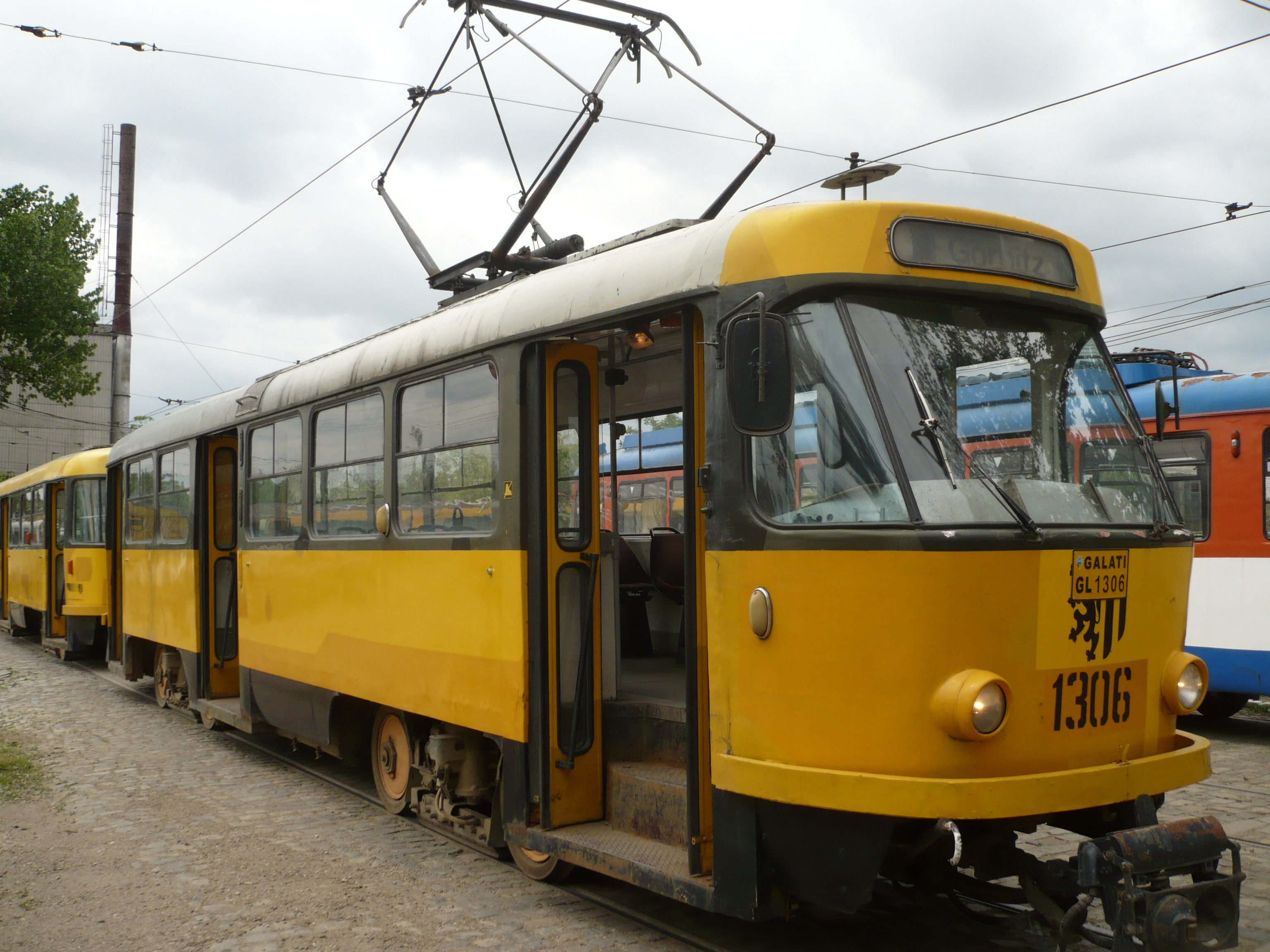
ガラツィ市電（ガラツィ）（2010年撮影）
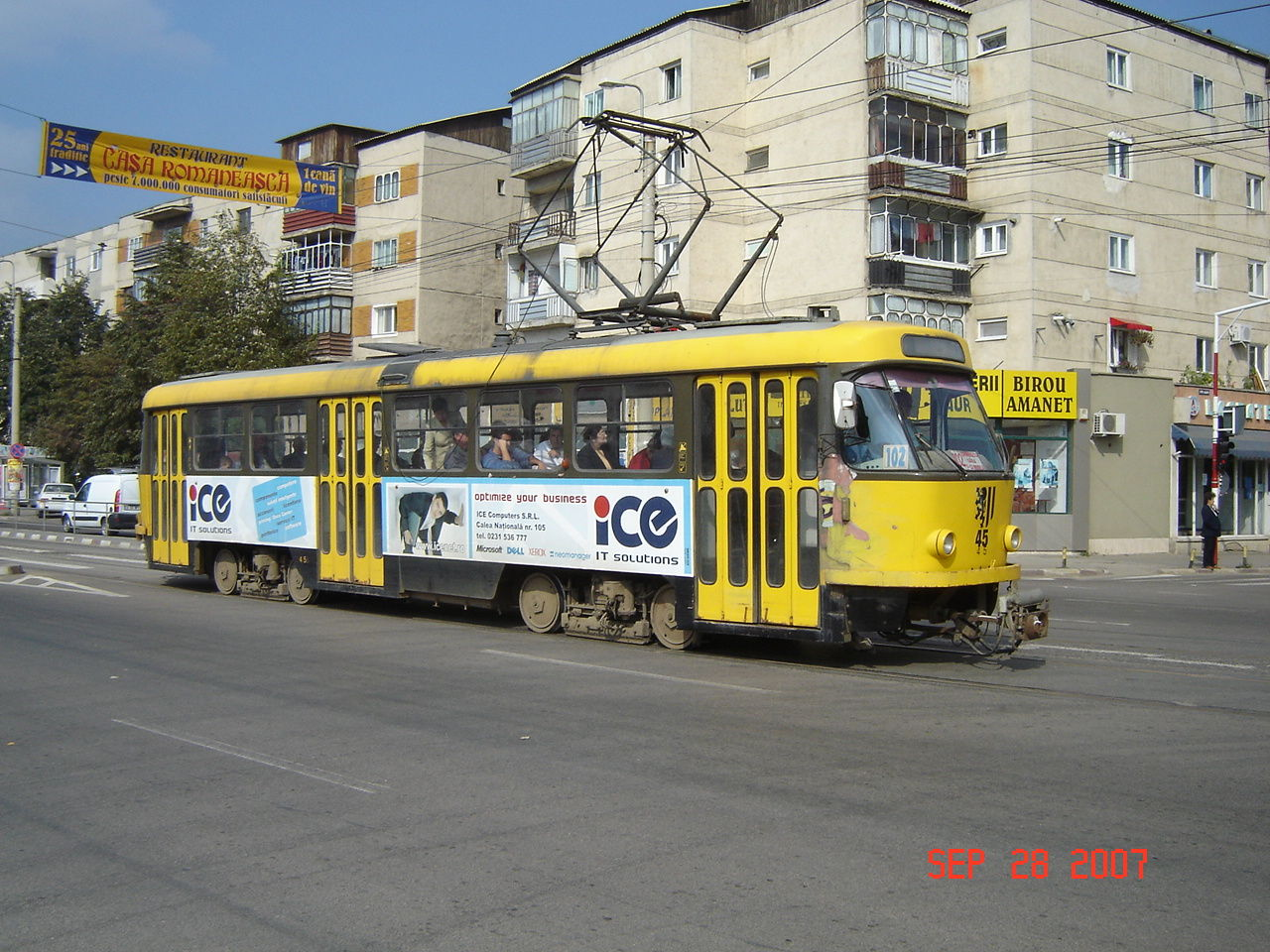
ボトシャニ市電（ボトシャニ）（2007年撮影）
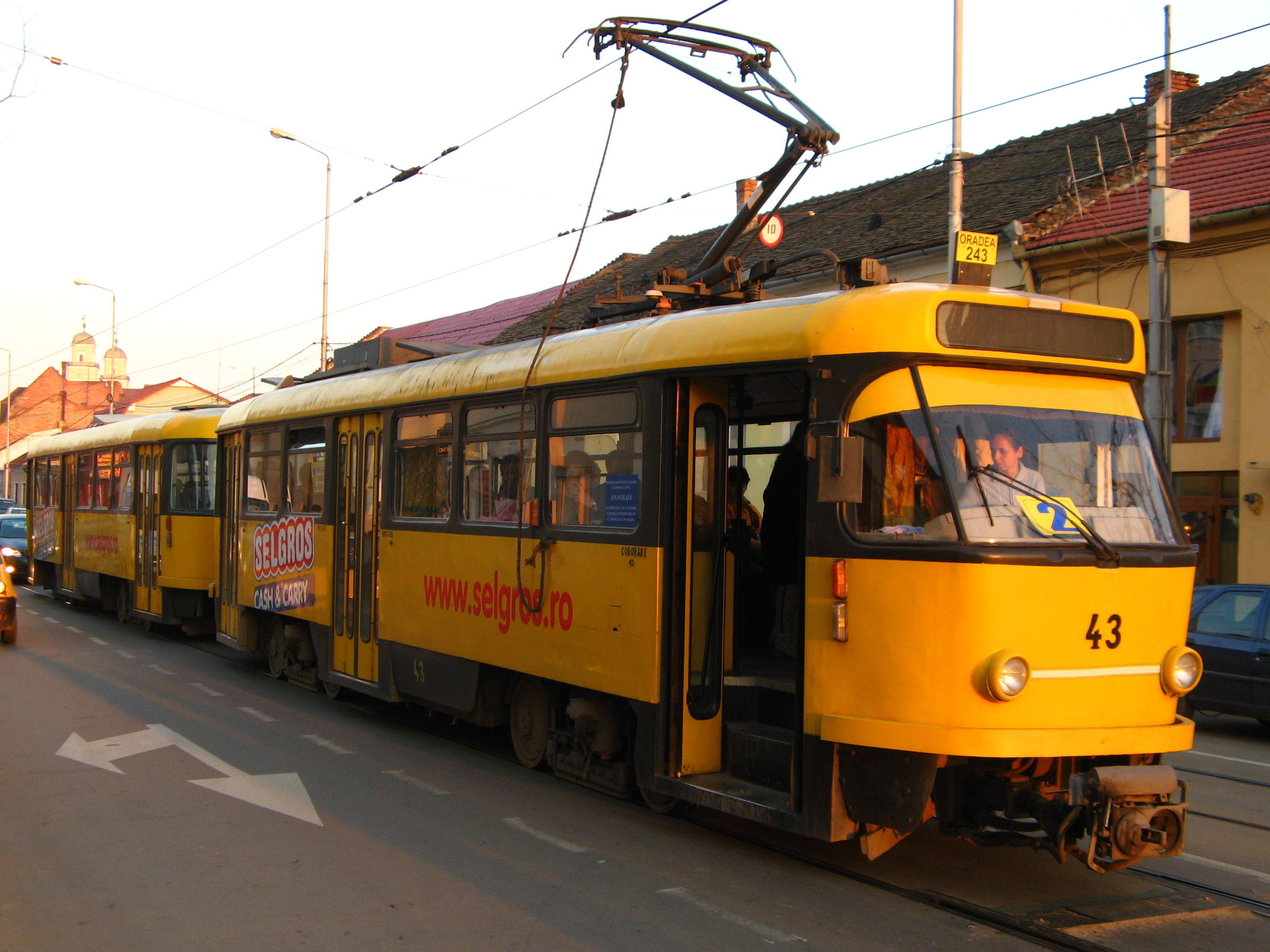
オラデア市電（オラデア）（2008年撮影）
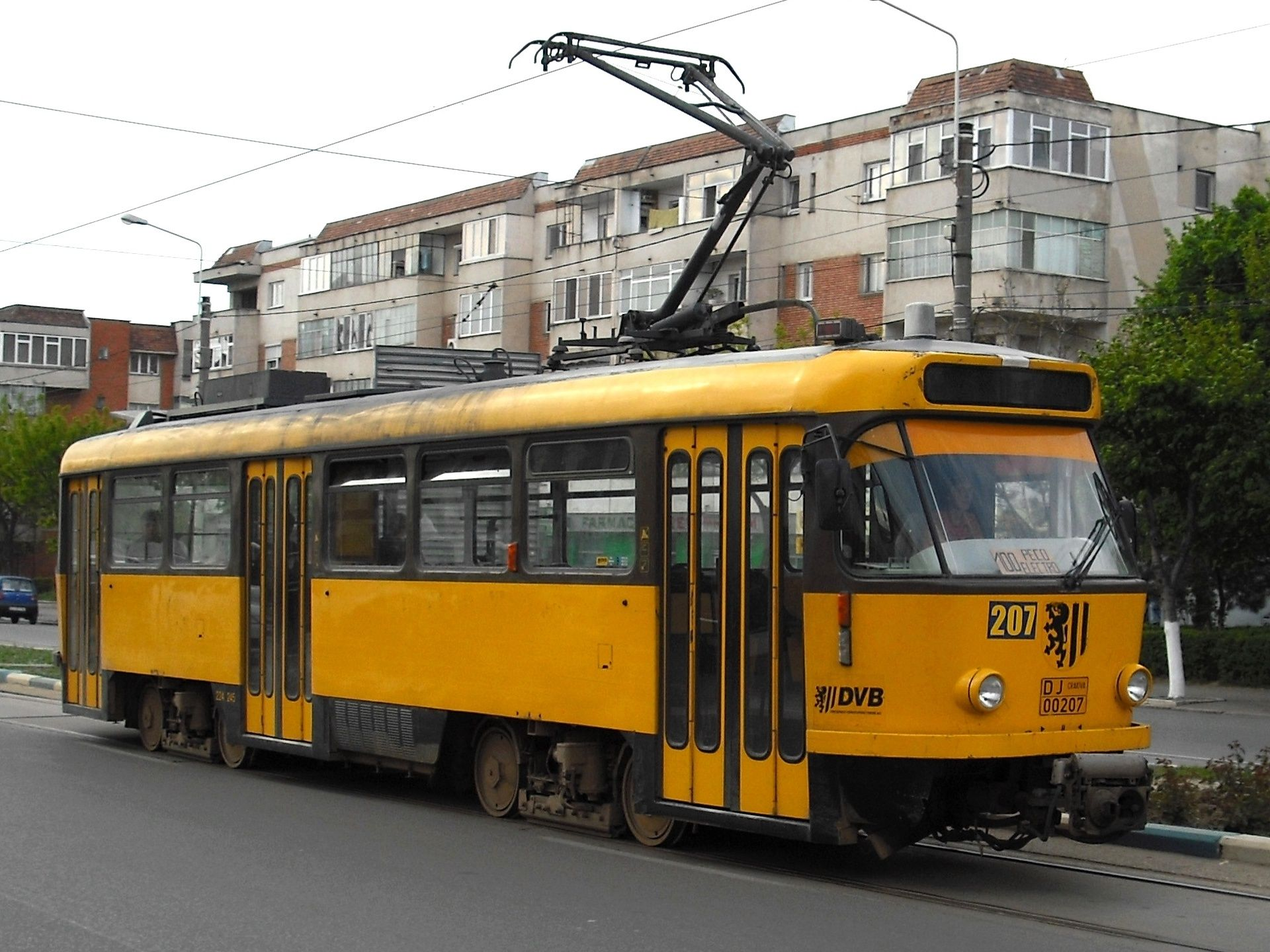
クラヨーヴァ市電（クラヨーヴァ）（2009年撮影）

## 関連形式
- タトラT6A2・タトラB6A2 - タトラT4D・B4Dの後継車両として開発された車両。ドレスデン市電には1986年以降6両（T6A2：4両、B6A2：2両）が導入されたが、ベルリンの壁崩壊やドイツ再統一といった政変の影響からドレスデン市電向けの車両が量産される事は無かった[6][21][15][29]。
- カーゴトラム - ドレスデン市電に導入された電動貨車。台車は廃車されたタトラT4Dから流用された[30][31]。

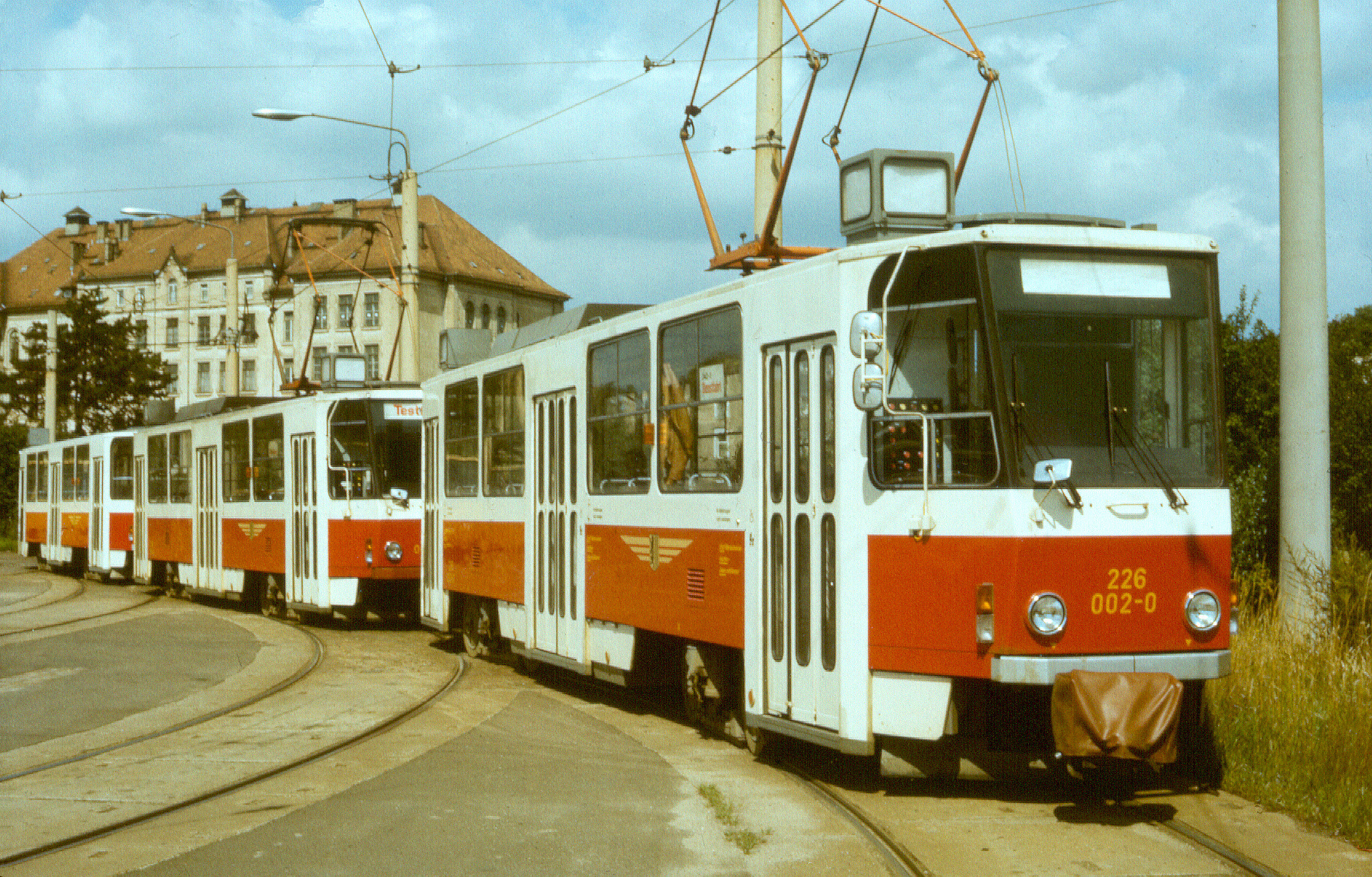
タトラT6A2・B6A2（1986年撮影）
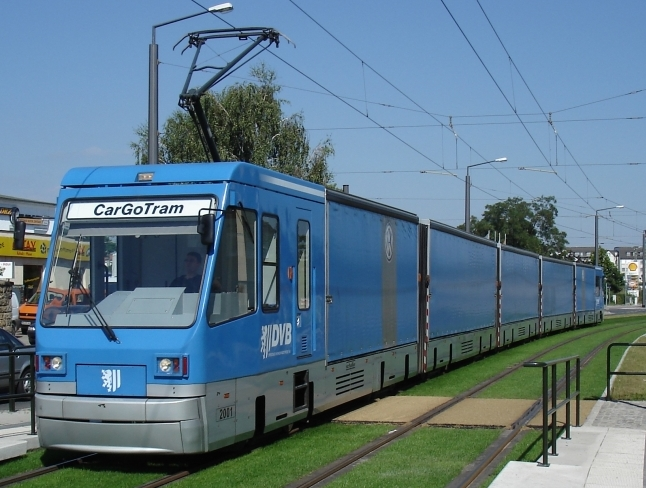
カーゴトラム（2005年撮影）

## 参考資料
- “Die Geschichte der Tatra-Bahnen in Dresden”. DVB Info (Dresdner Verkehrsbetriebe AG).
  - Georg Kochan (2010 Heft 01). “1. Teil: Glücksfall – Tatra zum Anfassen”. DVB Info:  14-15 2024年12月26日閲覧。.
  - Georg Kochan (2010 Heft 02). “2. Teil: 1967 - 1986 Schwere Jahre für Tatra”. DVB Info:  16-17 2024年12月26日閲覧。.
  - Georg Kochan (2010 Heft 03). “3. Teil: 1986 - 1996 Antriebselektronik und Niederflur”. DVB Info:  20-21 2024年12月26日閲覧。.
  - Georg Kochan (2010 Heft 04). “4. Teil: 1996 – 2010 Tatra übergibt – NGT übernimmt”. DVB Info:  20-21 2024年12月26日閲覧。.
- 『鉄道ファン』、交友社。
  - 鹿島雅美「ドイツの路面電車全都市を巡る 15」第47巻第2号、2007年2月1日。
  - 鹿島雅美「ドイツの路面電車全都市を巡る 26」第48巻第3号、2008年3月1日。
  - 鹿島雅美「ドイツの路面電車全都市を巡る 27」第48巻第4号、2008年4月1日。
- Michael Sperl (2023-08). “Ende einer Legende”. Straßenbahn Magazin (Geramond Verlag):  48-63.
- ČKD Tatra (1970). Zuverlässig Wirtschaftlich Shcnell und Sehr Geräuscharm (PDF) (Report). 2015年6月7日時点のオリジナル (PDF)よりアーカイブ。2024年12月26日閲覧。